# Jose De Vega
Pour les articles homonymes, voir Véga (homonymie).
Jose De Vega, né le 4 janvier 1934 à San Diego (Californie) et mort le 8 avril 1990 à Los Angeles (quartier de Westwood, Californie), est un acteur, danseur et chorégraphe américain.

## Biographie
Jose De Vega débute au théâtre à Broadway (New York) à l'occasion de la comédie musicale West Side Story, créée en 1957 et reprise jusqu'en 1959. Il y est remplaçant notamment dans le rôle de Chino (fiancé officiel de Maria) qu'il reprend sur le tournage de la première adaptation au cinéma de 1961. Off-Broadway, il est également remplaçant dans une autre comédie musicale, Your Own Thing (en), créée en 1968.
Au cinéma, il contribue comme acteur à seulement six films américains, les trois premiers sortis en 1961 (dont West Side Story précité) ; son dernier film est Les Noces de cendre (1973) ; entretemps, mentionnons A Covenant with Death (1967). Notons qu'il participe aussi comme chorégraphe à Karaté Kid : Le Moment de vérité 2 (1986).
À la télévision (américaine principalement), il apparaît dans vingt-huit séries (entre autres de western), depuis Les Aventuriers du Far West (un épisode, 1962) jusqu'à Dynastie (un épisode, 1987). Dans l'intervalle, citons La Grande Caravane (deux épisodes, 1962-1963), Les Mystères de l'Ouest (un épisode, 1966), Mission impossible (un épisode, 1970) et Pour l'amour du risque (un épisode, 1981). S'ajoutent deux téléfilms (1974-1979).
Jose De Vega meurt prématurément du sida en 1990, à 56 ans.

## Théâtre

### Broadway
- 1957-1959 : West Side Story, musique de Leonard Bernstein, lyrics de Stephen Sondheim, livret d'Arthur Laurents, chorégraphie et mise en scène de Jerome Robbins, décors d'Oliver Smith, costumes d'Irene Sharaff : Juano / Chino (remplacements, date non spécifiée)

### Off-Broadway
- 1968 : Your Own Thing (en), musique et lyrics de Danny Apolinar et Hal Hester, livret (d'après La Nuit des rois de William Shakespeare) et mise en scène de Donald Driver : Danny (remplacement)

## Filmographie

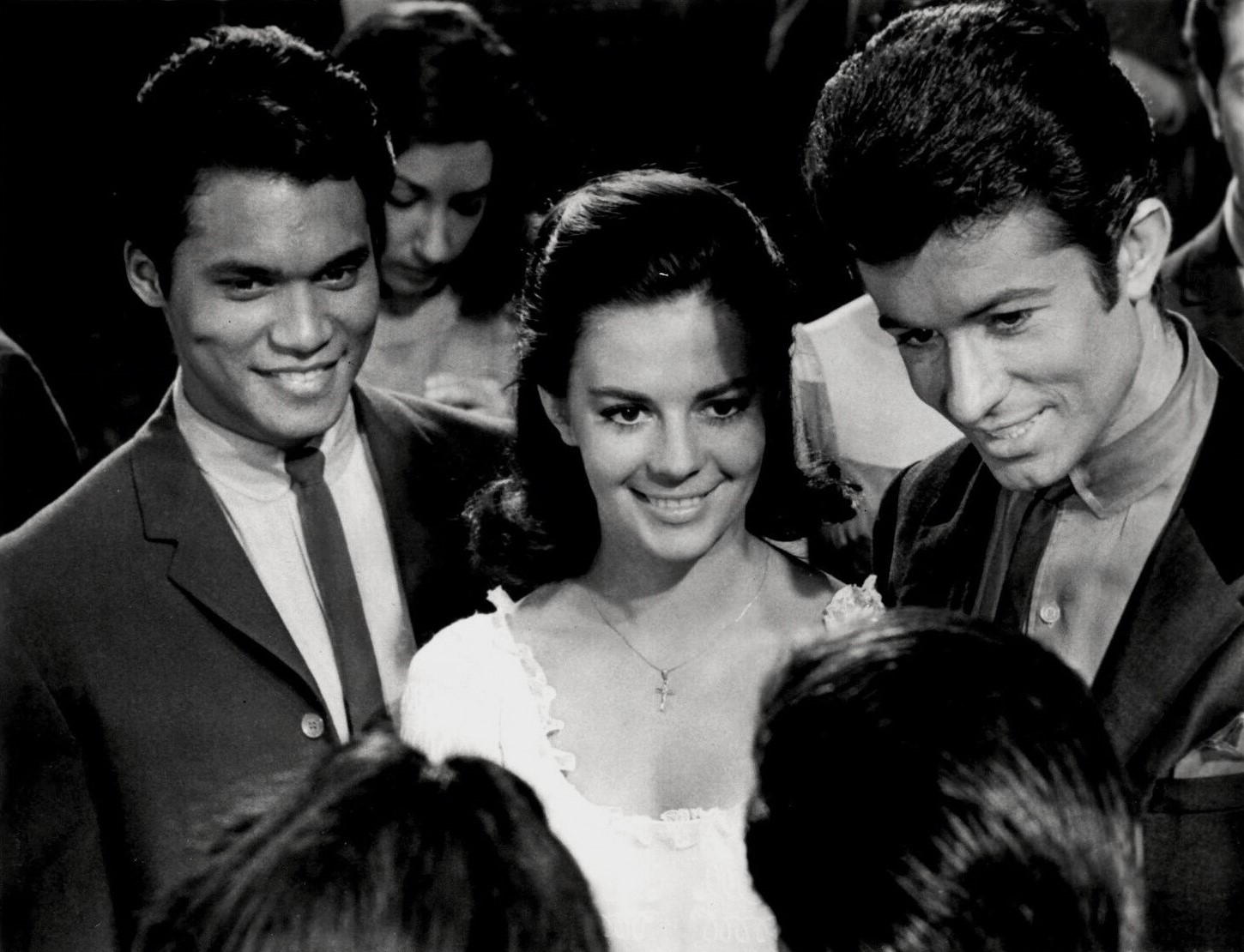
Scène du bal de West Side Story (1961), avec Jose De Vega, Natalie Wood et George Chakiris (de g. à d.)

(acteur, sauf mention contraire)

### Cinéma (intégrale)
- 1961 : West Side Story de Robert Wise et Jerome Robbins : Chino
- 1961 : Au rythme des tambours fleuris (Flower Drum Song) d'Henry Koster : un danseur
- 1961 : Sous le ciel bleu de Hawaï (Blue Hawaii) de Norman Taurog : Ernie Gordon
- 1967 : A Covenant with Death de Lamont Johnson : Digby
- 1967 : Island of the Lost (en) de John Florea : Tupuna
- 1973 : Les Noces de cendre (Ash Wednesday) de Larry Peerce : Tony Gutierrez
- 1986 : Karaté Kid : Le Moment de vérité 2 (The Karate Kid Part II) de John G. Avildsen (chorégraphe)

### Télévision

#### Séries (sélection)
- 1962 : Les Aventuriers du Far West (Death Valley Days), saison 10, épisode 25 Showdown at Kamaaina Flats de Sidney Salkow : Kimo
- 1962-1963 : La Grande Caravane (Wagon Train), saison 6, épisode 1 The Wagon Train Mutiny (1962 : Renaldo Ortega) de Virgil W. Vogel et épisode 27 The Adam MacKenzie Story (1963 : Henry Wild Horse Adams) de Virgil W. Vogel
- 1963 : Suspicion (The Alfred Hitchcock Hour), saison 1, épisode 28 Last Seen Wearing Blue Jeans d'Alan Crosland Jr. : Gato
- 1965 : Des agents très spéciaux (The Man from U.N.C.L.E.), saison 2, épisode 8 Le Tigre (The Tigers Are Coming Affair) d'Herschel Daugherty : Ferak
- 1966 : Bonanza, saison 7, épisode 16 Un chasseur de bisons à Ponderosa (To Kill a Buffalo) de William F. Claxton : Tatu
- 1966 : Le Proscrit (Branded), saison 2, épisode 27 The Ghost of Murietta de William Witney : Juan Molinera
- 1966 : Les Espions (I Spy), saison 1, épisode 26 Une petite fille bien sage (There Was a Little Girl) de John Rich : Miguel
- 1966 : Les Mystères de l'Ouest (Wild Wild West), saison 2, épisode 2 La Nuit du cobra d'or (The Night of the Golden Cobra) d'Irving J. Moore : John Mountain-Top
- 1968 : Le Grand Chaparral (The High Chaparral), saison 1, épisode 23 Les Indiens (Bad Day for a Thirst) de William F. Claxton : Sourdough
- 1969 : L'Homme de fer (Ironside), saison 3, épisode 9 Les Bérets bleus (The Machismo Bag) de Don Weis : Joey
- 1970 : Mission impossible (Mission: Impossible), saison 5, épisode 2 Trafic (Flip Side) de John Llewellyn Moxey : Freddy
- 1975 : Les Robinson suisses (Swiss Family Robinson), saison unique, épisode 5 The Tiki (production canadienne) : rôle non spécifié
- 1978 : Police Story, saison 5, épisode 3 River of Promises de Lee H. Katzin : Tiende
- 1979 : La Conquête de l'Ouest (How the West Was Won), saison 2, épisode 11 Les Marchands d'esclaves (The Slavers) de Joseph Pevney : un caballero
- 1981 : Pour l'amour du risque (Hart to Hart), saison 2, épisode 7 Le perroquet aime le croquet (Murder in Paradise) de Tom Mankiewicz : Cam
- 1983 : Jake Cutter, saison unique, épisode 21 Coup de tonnerre (A Distant Shout of Thunder) de James Fargo : Lucien
- 1984 : La Fièvre d'Hawaï (Hawaiian Heat), épisode pilote (même titre) : rôle non spécifié
- 1987 : Dynastie (Dynasty), saison 7, épisode 15 Une ancienne histoire d'amour, 2e partie (A Love Remembered, Part II) : le détective privé

#### Téléfilms (intégrale)
- 1974 : Roma rivuole Cesare (it) de Miklós Jancsó (production italienne) : Oxyntas
- 1979 : Mirror, Mirror (en) de Joanna Lee (en) : Armando